# Michael Putnam
Michael John Putnam (Tacoma, 1 juni 1983) is een Amerikaans golfprofessional. Hij keerde in 2014 terug op de PGA Tour, nadat hij hierop ook in 2007 en 2011 actief was.

## Loopbaan
Putnam speelde collegegolf op de Pepperdine-universiteit. In 2005 werd Putnam een golfprofessional. In 2006 maakte hij zijn debuut op de Nationwide Tour, waar hij op het einde van het golfseizoen een speelkaart bemachtigde voor de PGA Tour in 2007. Na zijn eerste seizoen op de PGA Tour eindigde hij op de 147ste plaats en verloor zijn speelkaart voor 2008. Hij golfde weer op de Nationwide Tour. In 2010 behaalde hij op de Nationwide Tour zijn eerste profzege door het Utah Championship te winnen. Op het einde van het seizoen kreeg hij een speelkaart voor de PGA Tour in 2011. In 2012 verloor hij zijn speelkaart voor de PGA Tour en golfde hij weer op de Web.com Tour in 2013. In 2013 won hij twee toernooien op die tour, het Mexico Championship en het Mid-Atlantic Championship. Op het einde van het golfseizoen bemachtigde hij een speelkaart voor de PGA Tour in 2014.

## Persoonlijk leven
Putnams jongere broer Andrew is ook een golfprofessional.

## Prestaties

### Amateur
- 2004: Pacific Coast Amateur

### Professional
Web.com Tour
| Nr. | Datum             | Toernooi                  | Score           | Score | Info            |
| --- | ----------------- | ------------------------- | --------------- | ----- | --------------- |
| 1   | 12 september 2010 | Utah Championship         | 66-66-67-67=266 | –18   | Eerste profzege |
| 2   | 26 mei 2013       | Mexico Championship       | 64-72-73-66=275 | –13   |                 |
| 3   | 2 juni 2013       | Mid-Atlantic Championship | 71-64-70-68=273 | –7    |                 |

## Teamcompetities (USA)
Amateur
- Palmer Cup: 2005 (winnaars)
- Walker Cup: 2005 (winnaars)